# Hästsvansekorre
Hästsvansekorre (Sundasciurus hippurus) är en däggdjursart som först beskrevs av I. Geoffroy 1831.  Sundasciurus hippurus ingår i släktet sundaekorrar och familjen ekorrar. IUCN kategoriserar arten globalt som nära hotad.
Inga underarter finns listade i Catalogue of Life. Wilson & Reeder (2005) skiljer mellan 5 underarter.

## Utseende
Arten når en kroppslängd (huvud och bål) av 21,5 till 25 cm, en svanslängd av 24 till 29 cm och en vikt av 260 till 420 g. Trots artens svenska trivialnamn påminner dess svans inte mycket om hästens svans. Den är tjock och yvig med en mörkgrå till svart färg. Pälsen har på ovansidan en kastanjebrun färg med mera grå skuldra, huvud och framfötter. Undersidan är beroende på underart rödbrun, blek orange eller vitaktig. Hästsvansekorre kan förväxlas med Pallasekorre (Callosciurus erythraeus) men den senare har en mera prickig undersida (agouti) och en mindre yvig svans.

## Utbredning och habitat
Denna ekorre förekommer i Sydostasien på södra Malackahalvön, Sumatra och Borneo. Habitatet utgörs av olika slags skogar i låglandet.

## Ekologi
Individerna är aktiva på dagen och klättrar i växtligheten eller går på marken. Hästsvansekorren äter främst frukter och blad. Dessutom ingår bark, trädens vätskor, insekter och troligen svampar i födan. Individerna lever ensam eller i par. De delar reviret med andra ekorrar som bananekorre (Callosciurus notatus) eller svartstrimmig spetsekorre (Callosciurus nigrovittatus). Unga hästsvansekorrar faller troligen offer för trädlevande ormar, för kattdjur och för andra ekorrar.
Hos andra arter av samma släkte kan honor para sig hela året och de har 2 till 4 ungar per kull. Troligen har hästsvansekorre ett liknande fortplantningssätt.